# 西山慶樹
西山 慶樹（にしやま けいき、1988年10月19日 - ）は、日本の元女子バレーボール選手。

## 来歴
京都府京都市出身。実姉の由樹の影響で、小学校4年生からバレーボールを始める。京都橘高等学校時代はエースとして春高バレー（準優勝・3年時）、国体やインターハイ（3位）に出場し、2006年アジアジュニア選手権（準優勝）、2007年世界ジュニア選手権（3位）を経験した。
2007年、プレミアリーグ・JTマーヴェラスに入団。同年4月開催の日韓Vリーグトップマッチで公式戦デビューを飾った。
2008年、第1回アジアカップ女子大会の日本代表メンバーに選出された。
2013年4月22日、所属チームより2012-2013シーズン限りでの現役引退が発表された。第62回黒鷲旗全日本男女選抜バレーボール大会が選手としての最後の舞台となった。 

## 人物
- JTマーヴェラスに所属していた西山由樹は実姉である。

## 球歴
- 全日本代表 - 2008年

## 所属チーム
- 陵ヶ岡小
- 花山中
- 京都橘高等学校
- JTマーヴェラス（2007-2013年）

## 背番号
- 19（2007-2008年）
- 12（2008-2013年）